# قائمة العملات التذكارية لروسيا (1992)
تشمل القائمة التالية العملات التذكارية التي أصدرها البنك المركزي الروسي عام 1992:
| العملات التذكارية الصادرة عن البنك المركزي الروسي في 1992 | العملات التذكارية الصادرة عن البنك المركزي الروسي في 1992 | العملات التذكارية الصادرة عن البنك المركزي الروسي في 1992 | العملات التذكارية الصادرة عن البنك المركزي الروسي في 1992 | العملات التذكارية الصادرة عن البنك المركزي الروسي في 1992 | العملات التذكارية الصادرة عن البنك المركزي الروسي في 1992 | العملات التذكارية الصادرة عن البنك المركزي الروسي في 1992 |
| --------------------------------------------------------- | --------------------------------------------------------- | --------------------------------------------------------- | --------------------------------------------------------- | --------------------------------------------------------- | --------------------------------------------------------- | --------------------------------------------------------- |
| الاسم                                                     | تاريخ الإصدار                                             | الرقم الفهرسي                                             | القيمة الرمزية                                            | إجمالي سك العملة                                          | الصورة (من الأمام)                                        | الصورة (من الخلف)                                         |
| إصدارات فردية                                             |                                                           |                                                           |                                                           |                                                           |                                                           |                                                           |
| الذكرى 750لمعركة الثلج لألكسندر نيفسكي فيبحيرة بيبوس      | 2 أبريل 1992                                              | 5011-0001                                                 | 3 روبل                                                    | 100,000                                                   |                                                           |                                                           |
| السنة الدولية للفضاء                                      | 9 أبريل 1992                                              | 5011-0002                                                 | 3 روبل                                                    | 100,000                                                   |                                                           |                                                           |
| القوافل القطبية في الحرب العالمية الثانية                 | 2 يونيو1992                                               | 5011-0001                                                 | 3 روبل                                                    | 400,000                                                   |                                                           |                                                           |
| ذكرى استقلال الدولة في روسيا                              | 10 يونيو1992                                              | 5009-0001                                                 | 1 روبل                                                    | 1,000,000                                                 |                                                           |                                                           |
| الذكرى الـ 190 لميلاد بافيل ستيبانوفيتش ناخيموف           | 2 يوليو 1992                                              | 5009-0002                                                 | 1 روبل                                                    | 1,000,000                                                 |                                                           |                                                           |
| الذكرى 110 لميلاديانكا كوبالا                             | 7 يوليو 1992                                              | 5009-0003                                                 | 1 روبل                                                    | 1,000,000                                                 |                                                           |                                                           |
| محاولة انقلاب 1991 في الاتحاد السوفيتي                    | 19 أغسطس 1992                                             | 5011-0004                                                 | 3 روبل                                                    | 1,000,000                                                 |                                                           |                                                           |
| الذكرى 110 لميلاد يعقوب كولاس                             | 3 نوفمبر 1992                                             | 5009-0004                                                 | 1 روبل                                                    | 1,000,000                                                 |                                                           |                                                           |
| الذكرى الـ 200 لميلاد نيكولاي لوباتشيفسكي                 | 1 ديسمبر 1992                                             | 5009-0005                                                 | 1 روبل                                                    | 1,000,000                                                 |                                                           |                                                           |
| ضريح خوجة أحمد يسوي في تركستان (كازاخستان)                | 23 ديسمبر 1992                                            | 5012-0001                                                 | 5 روبل                                                    | 500,000                                                   |                                                           |                                                           |
| الذكرى 350 للدخول الطوعي لياقوتيا إلى روسيا               | 23 ديسمبر 1992                                            | 5216-0002                                                 | 50 روبل                                                   | 25,000                                                    |                                                           |                                                           |
| الذكرى 350 للدخول الطوعي لياقوتيا إلى روسيا               | 23 ديسمبر 1992                                            | 5217-0002                                                 | 100 روبل                                                  | 14,000                                                    |                                                           |                                                           |
| السلسلة: كتاب البيانات الأحمر                             |                                                           |                                                           |                                                           |                                                           |                                                           |                                                           |
| ببر سيبيري                                                | 29 يوليو 1992                                             | 5514-0001                                                 | 10 روبل                                                   | 300,000                                                   |                                                           |                                                           |
| وزة حمراء الصدر                                           | 29 يوليو 1992                                             | 5514-0002                                                 | 10 روبل                                                   | 300,000                                                   |                                                           |                                                           |
| ناشر ما وراء النهر                                        | 29 يوليو 1992                                             | 5514-0003                                                 | 10 روبل                                                   | 300,000                                                   |                                                           |                                                           |
| السلسلة: عصر التنوير. القرن الثامن عشر                    |                                                           |                                                           |                                                           |                                                           |                                                           |                                                           |
| كاتدرائية الثالوث                                         | 24 نوفمبر 1992                                            | 5111-0001                                                 | 3 روبل                                                    | 40,000                                                    |                                                           |                                                           |
| الأكاديمية الروسية للعلوم                                 | 24 نوفمبر 1992                                            | 5111-0002                                                 | 3 روبل                                                    | 40,000                                                    |                                                           |                                                           |
| دار باشكوف                                                | 24 نوفمبر 1992                                            | 5216-0001                                                 | 50 روبل                                                   | 7,500                                                     |                                                           |                                                           |
| ميخائيل لومونوسوف                                         | 24 نوفمبر 1992                                            | 5217-0001                                                 | 100 روبل                                                  | 5,700                                                     |                                                           |                                                           |
| معركة شيسما                                               | 24 نوفمبر 1992                                            | 5318-0001                                                 | 150 روبل                                                  | 3,000                                                     |                                                           |                                                           |
| كاترين الثانية. مشرع (قانون)                              | 24 نوفمبر 1992                                            | 5415-0001                                                 | 25 روبل                                                   | 5,500                                                     |                                                           |                                                           |